# Augusto Pestana
Augusto Pestana este un oraș în Rio Grande do Sul (RS), Brazilia. A fost numit după Augusto Pestana (om politic) (1868-1934), un inginer și politician brazilian.